# بادجان
بادجان، روستایی از توابع بخش مرکزی شهرستان فریدن در استان اصفهان ایران است.
این روستا از زمان قاجار شکل گرفته و سکنه آن ترک تبار بوده و به زبان ترکی صحبت می‌کنند.

## آب و هوا
این روستا در منطقه کوهستانی قرار دارد و آب و هوای آن سرد و خشک است. حدود 8 ماه از سال هوای این روستا سرد و کوهستانهای آن پوشیده از برف است. این روستا دارای تابستان های  خنک و مطبوع می باشد.

## جمعیت
این روستا در دهستان ورزق قرار دارد و براساس سرشماری مرکز آمار ایران در سال ۱۳۸۵، جمعیت آن ۲٬۲۵۱ نفر (۵۸۲خانوار) بوده‌است.

## جاذبه های روستا
جز جاذبه های طبیعی و کوهستان زیبا و برفی و بهار و تابستان خنک و هوای پاک روستا، هنر تعزیه این روستا بسیار معروف هست و ماههای محرم برای دیدن تعزیه از شهرهای مختلف به این روستا سفر می کنند.

## زبان
بر اساس ایران اطلس به ترتیب گویشوران، زبان مردم بادجان لری بختیاری و ترکی است.

## تاریخچه
تاریخ روستای بادجان به زمان صفویه میرسد
طایفه #افشار همراه صفویان و جمعی دیگر از ترکها از آناتولی عثمانی به غرب ایران آمده و مدتی بعد حکومت صفوی رو تشکیل دادند
صفویان، نظامیان برای حفظ مرزها و امنیت کشور نظامیان را به قسمتهای مختلف ایران میفرستادند. در این میان، طایفه افشار در سرزمین خراسان مشغول نظامی گری شد تا اینکه نادر از طایفه افشار تشکیل حکومت داد.
افشار از ریشه اوشار به معنی چابک و چالاک هست، کسی که به سرعت پیش میرود و میجنگد که افراد این روستا منتسب به این قبیله افشار هستند و نام خانوادگی اغلب مردم روستا بدین نام است.
طایفه افشار پس از به حکومت رسیدن نادر برای حفظ کشور و اداره حکومت به قسمتهای مختلف کشور فرستاده میشوند.
تعدادی سپاهی برای مقابله با اشرف افغان به سمت اصفهان و اطراف(که آن زمان خیلی بزرگتر از زمان حاضر بوده)فرستاده میشوند و افغانها رو از اصفهان بیرون می کنند
پس از بیرونراندن افغانها، تعدادی از سپاهیان در مناطق کوهستانی غرب و بخشی به جنوب فرستاده میشوند.نظامیان در غرب و کوهستان، برای مراقبت و تربیت سربازان برای مواقع ضرورت، پادگانی را به دستور حاکم تشکیل می دهند
این افراد بعد از مدتی در همانجا ساکن شده و روستایی تشکیل میشود که به دلیل پادگان بودن منطقه به نام #پادگان بوده اما بعدها به دلیل غلبه زبان عربی حروف "پ" و "گ" به "ب" و "ج" مبدل شده و نام روستا به نام کنونی آن یعنی بادجان تغییر می یابد